# توماش رادزينسكي
توماش رادزينسكي (بالإنجليزية: Tomasz Radzinski)‏ (مواليد 14 ديسمبر 1973 في بوزنان) لاعب كرة قدم كندي دولي يجيد اللعب في خط الهجوم . يلعب حاليا لصالح نادي ليرس البلجيكي منذ 2008 .

## روابط خارجية
- توماش رادزينسكي على موقع الاتحاد الدولي (مؤرشف)  (الإنجليزية)
- توماش رادزينسكي على موقع إي إس بي إن إف سي (الإنجليزية)
- توماش رادزينسكي على موقع قاعدة بيانات كرة القدم.إي يو (الإنجليزية)
- توماش رادزينسكي على موقع ناشيونال فوتبول تيمز (الإنجليزية)
- توماش رادزينسكي على موقع Soccerbase.com (لاعب) (الإنجليزية)
- توماش رادزينسكي على موقع Soccerway.com (الإنجليزية)
- توماش رادزينسكي على موقع عالم كرة القدم.نت (الإنجليزية)
- توماش رادزينسكي على موقع كووورة